# Dekýš
Dekýš és un poble i municipi d'Eslovàquia que es troba a la regió de Banská Bystrica.

## Història
La primera menció escrita de la vila es remunta al 1270.

## Demografia
| Godina             | 1994 | 2004   | 2014    | 2024   |
| ------------------ | ---- | ------ | ------- | ------ |
| Nombre de persones | 261  | 240    | 202     | 186    |
| Diferència         |      | −8,04% | −15,83% | −7,92% |

| Godina             | 2023 | 2024 |
| ------------------ | ---- | ---- |
| Nombre de persones | 186  | 186  |
| Diferència         |      | +0%  |